# Galib Dżafarow
Galib Musajewicz Dżafarow (ur. 9 maja 1978 w Aktobe) – kazachski bokser, złoty i srebrny medalista mistrzostw świata w boksie.

## Kariera amatorska
W 2001 roku zdobył złoty srebrny podczas mistrzostw świata w Belfaście. W finale pokonał go Ramaz Paliani z Turcji.
W 2002 roku zdobył srebrny medal na Igrzyskach azjatyckich w Pusan. W finale, przegrywając z Mehrullahem Lassim.
W 2003 roku zdobył złoto na mistrzostwach świata w Bangkoku. W finale pokonał urodzonego w Kazachstanie, a reprezentującego Niemcy Vitalija Tajberta.
W 2004 roku startował na Igrzyskach Olimpijskich, które odbywały się w Atenach. Kazach doszedł do ćwierćfinału, gdzie pokonał go złoty medalista tych igrzysk Aleksiej Tiszczenko.
W 2006 roku podczas igrzysk azjatyckich w Doha zdobył brązowy medal.